# عدنان البرش
عدنان أحمد عطيه البرش (17 سبتمبر 1974 – 19 أبريل 2024) جراح عظام فلسطيني كان رئيسًا لقسم العظام في مجمع الشفاء الطبي في قطاع غزة، ورئيسًا للدائرة الطبية في الاتحاد الفلسطيني لكرة القدم.

## حياته
درس الطب في جامعة ياش في رومانيا وحصل على درجة البكالوريوس في عام 2000. حصل على البورد الأردني عام 2008 من الجامعة الأردنية. كما يحمل البورد الفلسطيني، والزمالة البريطانية من مستشفى كينغز كوليدج في لندن. من جانب آخر يحمل درجة الماجستير في العلوم السياسية.

### الحرب على غزة 2023–2024
تعرض لإصابة خلال تواجده في المستشفى الإندونيسي.اعتقله الجيش الإسرائيلي في 19 ديسمبر 2023، خلال تواجده في مستشفى العودة كما اعتقل ممن كانوا برفقته من مقدمي خدمة صحية ومرضى ونازحين. وأعلنت هيئة الأسرى ونادي الأسير الفلسطيني في 2 مايو 2024، استشهاد معتقلين من غزة من بينهم الطبيب البرش. وفقًا للمعلومات لدى الهيئة العامة للشؤون المدنية، استشهد البرش في سجن عوفر بتاريخ 19 أبريل 2024. ولا يزال جثمانه محتجزًا في السّجون الإسرائيلية.